# Arthur Berry
Arthur Berry (Liverpool, 1888. január 3. – Liverpool, 1953. március 15.) kétszeres olimpiai bajnok amatőr angol labdarúgó.

## Élete
A Denstone Egyetemen, a Wadham Egyetemen, majd az Oxfordi Egyetemen tanult. A Denstone Egyetemen a krikett csapat kapitánya volt. Átváltott futballra és játszott az Oxford University A.F.C csapatában, ahol 1907-ben és 1908-ban megkapta az úgynevezett „Blue” díjat, amelyet a legmagasabb szinten sportoló egyetemisták kaptak. Oxfordban jogot tanult, az egyetem prominens hallgatója volt. Édesapja és egyben a Liverpool FC elnöke, Edwin Berry vitte a vörösökhöz az ifjú Arthurt. 1908-ban debütált a felnőtt csapatban a Newcastle United FC ellen 3-1-re elveszített mérkőzésen. 1909-ben a londoni Fulham szerződtette, de továbbra is Liverpoolban élt. A nehézkes és hosszú utazások miatt csatlakozott az Evertonhoz 1910-ben. 1912-ben azonban már ismét a Liverpool FC mezét viselte. Később játszott még a Wrexham, a Northern Nomads és az Oxford City színeiben is. Utóbbival megnyerte az amatőr FA-kupát 1913-ban.
1908-ban debütált az angol válogatottban, ahol 1913-ig 24-szer húzta magára a nemzeti mezt.
Tagja volt az 1908-ban és 1912-ben olimpiai bajnoki címet szerző brit labdarúgó csapatnak. Az 1908-as londoni olimpián egy gólt szerzett a svédek elleni 12-1-re megnyert negyeddöntőn. 1912-ben Stockholmban a dánok elleni 4-2-re megnyert döntő negyedik brit gólját szerezte.
Labdarúgó karrierjét 1914-ben fejezte be, amikor is ügyvédnek állt édesapja cégénél. Később a Liverpool FC vezérigazgatójaként dolgozott.